# Щеплення (фільм, 1931)
Щеплення (англ. Graft) — американський трилер режисера Крісті Кебенна 1931 року.

## Сюжет
Репортер Дастін розслідує вбивство окружного прокурора і зіштовхується із викраденням і підкупленими виборами.

## У ролях
- Режис Тумі — Дастін Хотчкісс
- Сью Керол — Констанс Холл
- Дороті Ревьєр — Пірл Вагхем
- Борис Карлофф — Террі
- Вільям Б. Девідсон — М. Х. Томас
- Джордж Ірвінг — Роберт Холл
- Гарольд Гудвін — «Швидкий» Хансен
- Річард Такер — окружний прокурор Мартін Харрісон
- Віллард Робертсон — Е. Т. Скаддер